# Zodiac (самолёт)

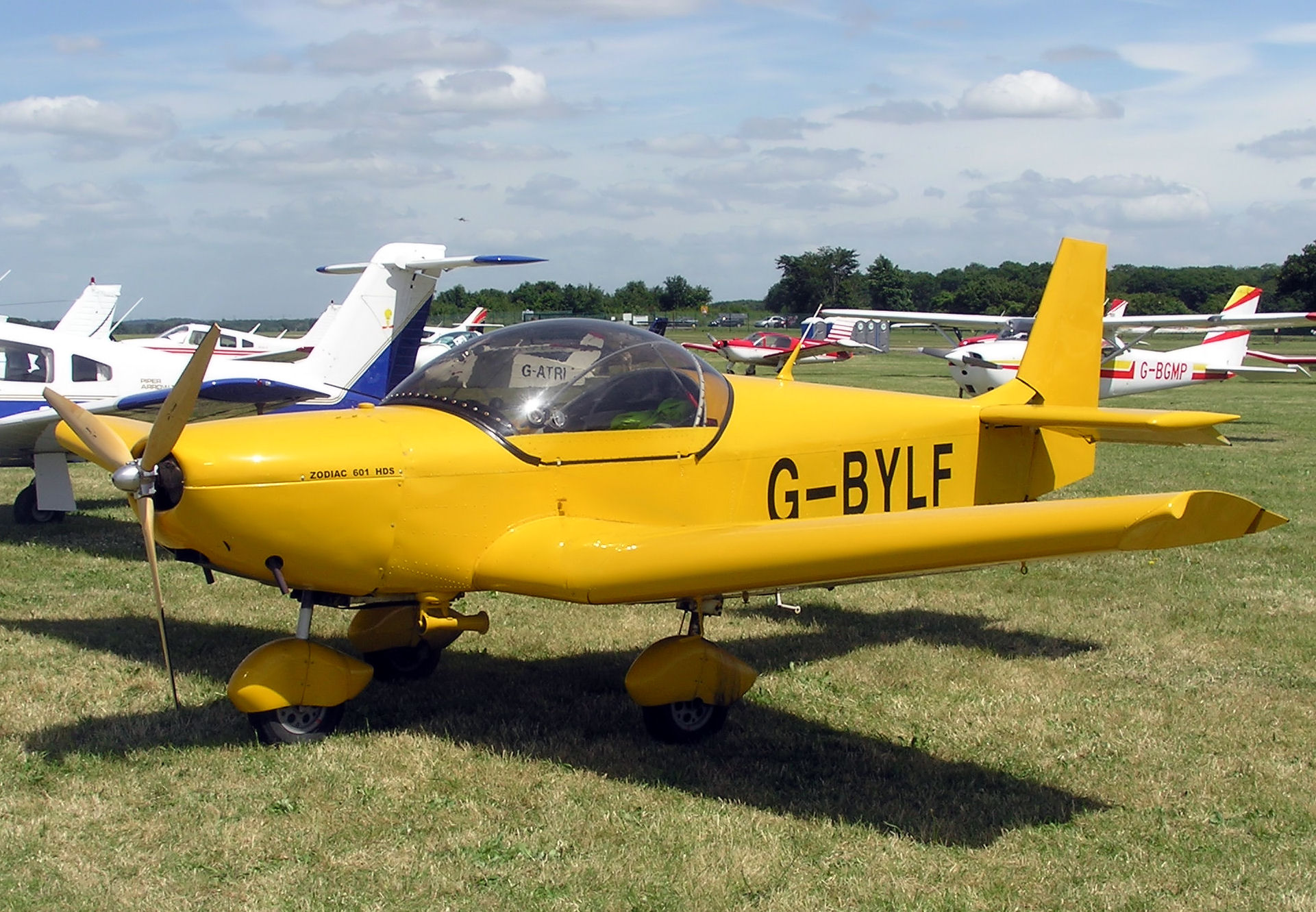
Zenair CH 601 HDS Zodiac (G-BYLF) на аэрошоу в аэропорту Кембл, Глостершир, Великобритания

Zodiac (Зодиак) — канадский цельнометаллический двухместный одномоторный лёгкий самолёт с трёхточечным шасси.
Первый вылет самолёта состоялся в 1984 году. Выпускается фирмой «Zenith Aircraft Company» (в США) и «Zenair» (в Канаде) в виде наборов для домашней сборки (КИТ). Является усовершенствованной моделью самолёта Zodiac CH 600, который был сконструирован конструктором Крисом Хейнцом (англ. Chris Heintz)

## Лётно-технические характеристики
- Экипаж: 2 человека
- крейсерская скорость (75 % мощности): 193 км/ч
- размах крыла:	8,2 м
- вес пустого: 257 кг
- полезная нагрузка: 285 кг
- потолок высоты: 3600 м
- дальность полёта: 772 км